# Samsung N150
Samsung N150 — серия нетбуков производства компании Samsung Electronics. К моменту выпуска главным отличием от других представителей данного класса компьютеров являлось внедрение новой платформы — Pine Trail-M, вместо использовавшейся ранее Diamondville. Полное наименование — Samsung NP-N150

## Технические характеристики
- Процессор: Intel Atom N450 1,66 ГГц
- Чипсет: Intel NM10
- Графический процессор: Intel GMA 3150 (до 256 Мб)
- Оперативная память: 1 ГБ DDR2, одноканальный контроллер памяти
- Экран: 10,1 дюйма WSVGA (1024 × 600), матовый, с LED-подсветкой
- Встроенные модули Wi-Fi и в зависимости от комплектации Bluetooth 3.0
- Жёсткий диск: 250 ГБ или 160 ГБ (5 400 об./мин, SATA) в зависимости от комплектации
- Размеры: 292,4 × 217 × 30,7 мм
- Масса: 1240 г
- Операционная система: Windows 7 Начальная или Windows XP в зависимости от комплектации.

Возможна установка систем на базе GNU/Linux и порта ОС Android для x86 систем, расширение оперативной памяти до 2 ГБ, а также установка SSD, взамен имеющегося жесткого диска. Теоретически возможна перепайка процессора на двухъядерный Intel Atom D525 с изменением системы охлаждения из-за увеличившегося TDP.